# Sam Warburg
Sam Warburg (* 29. April 1983 in Sacramento, Kalifornien) ist ein ehemaliger US-amerikanischer Tennisspieler.

## Karriere

### Junior Tour und College-Laufbahn (bis 2004)
Warburg spielte auf der ITF Junior Tour nur zwei Turniere. Eines davon waren die US Open der Junioren, bei denen er die zweite Runde erreichte. In der Junioren-Rangliste erreichte er Platz 278.
2001 entschied sich Warburg für ein Studium an der Stanford University im Fach Kommunikation, wo er auch College Tennis spielte. Er wurde viermal zum All American gewählt und führte 2005 in seinem letzten Studienjahr das Team als Kapitän an. Mit Platz 5 erreichte er sein höchstes Ranking in der College-Rangliste. 2004 gewann er die NCAA Championships im Doppel. Schon während des Studiums erzielte er erste Erfolge auf der Profitour, so gewann er seinen ersten Titel auf der ITF Future Tour im Jahr 2004 im Einzel und 2003 im Doppel. Wegen des Gewinns des NCAA-Titels erhielt Warburg mit seinem Partner KC Corkery eine Wildcard für die US Open 2004. Bei seiner Grand-Slam-Premiere unterlagen sie gegen die Spanier Alberto Martín und David Sánchez.

### Aufstieg in die Top 200 (2005–2006)
In der Mitte von 2005 stieg Warburg voll auf der Profitour ein. Er gewann bis Jahresende zwei Einzel- und drei Doppeltitel bei Futures. In der ersten Hälfte von 2006 spielte er weiterhin Futures und kam zu je zwei weiteren Titeln im Einzel und Doppel. Auf der höher dotierten ATP Challenger Tour kam er auch schnell zu ersten Erfolgen. Beim vierten Challenger des Jahres, in Yuba City zog er überraschend ins Endspiel ein, wo er Sam Querrey unterlag. Zwei Monate später erreichte er in Binghamton das Halbfinale. Kurz vor Jahresende stand Warburg in Maui das zweite Mal im Finale eines Challengers. Er verlor Michael Craig Russell deutlich mit 1:6, 0:6. Auf der allerhöchsten Ebene, der ATP Tour, kam der US-Amerikaner in San José zu seinem ersten Einsatz, als er die Qualifikation überstand und zum Auftakt den Schweden Joachim Johansson besiegte, ehe er gegen Leyton Hewitt verlor. Für das Masters in Indian Wells erhielt Warburg eine Wildcard und schied zum Auftakt gegen Janko Tipsarević aus. Im Doppel war er ebenso erfolgreich. Drei Endspiele erreichte er. Während er in Calabasas mit Harel Levy das Finale verlor, gewann er in Valencia (USA) mit John-Paul Fruttero und in New Orleans mit Cecil Mamiit. In beiden Wertungen beendete er das Jahr in den Top 200 der Weltrangliste, nachdem er im Vorjahr noch außerhalb der Top 500 gestanden hatte. Bei einem Vereinstennis-Match schlug Warburg in diesem Jahr auch die langjährige Nummer 1 der Welt Pete Sampras.

### Karrierehoch und Rückzug vom Tennis (2007–2009)
Wie schon im Vorjahr war für Warburg 2007 ein Sieg in San José der einzige Erfolg auf dieser Tennis-Ebene. Er schlug Amer Delić in zwei Sätzen, bevor Mardy Fish in der zweiten Runde zu stark war. Ansonsten war Warburg ausschließlich bei Challengers aktiv. Viermal im Einzel überstand er das Viertelfinale, zweimal – in Carson und Binghamton – schied er in der Folgerunde aus. Beim Challenger in New Orleans verlor Warburg das Finale gegen Kevin Anderson, während er im New Yorker Bezirk The Bronx seinen ersten und einzigen Challenger-Titel im Einzel gewann. Er besiegte im Finale Bruno Echagaray und gab nur im Finale überhaupt einen Satz ab. Im Doppel war Warburg zeitgleich mit seinem Hauptpartner Harel Levy bei vier Challengers siegreich: in Valencia verteidigte er den Titel, dazu kamen Yuba City, Champaign und Knoxville. Damit stieg Warburg im November 2007 auf sein Karrierehoch von Platz 117. Im Folgenden erzielte er im Doppel keine Erfolge mehr und erreichte kein Endspiel mehr.
2008 verbesserte sich Warburg erneut. Bei den Australian Open kämpfte er sich durch die Qualifikation. Im letzten Match der Qualifikation besiegte er den Ukrainer Oleksandr Dolhopolow nach der Abwehr von vier Matchbällen mit 5:7, 7:6, 14:12. Gegen Juan Pablo Brzezicki (Nr. 97 der Welt) überstand Warburg auch die erste Hauptrunde in fünf Sätzen, bevor der spätere Finalist Jo-Wilfried Tsonga ihn in der zweiten Runde rauswarf. Auch beim letzten Grand-Slam-Turnier des Jahres, den US Open, stand Warburg dank einer Wildcard im Hauptfeld und überstand die Auftakthürde. Er profitierte von der Aufgabe von Janko Tipsarević bei Stand von 6:1, 1:0. In der zweiten Runde verlor er gegen Nicolás Almagro. Neben einem weiteren Sieg beim Masters in Miami gegen Potito Starace erzielte Warburg ansonsten hauptsächlich Erfolge bei Challengers. In drei Endspiele zog er ein. In Mexiko-Stadt, Yuba City und Calabasas verlor er auch die letzten seiner sechs erreichten Challenger-Endspiele. Mit 132 erreichte Warburg im Juni sein Karrierehoch im Einzel.
2009 konnte Warburg auch bedingt durch eine Schulterverletzung an seine Erfolge nicht anknüpfen und erreichte nur zwei Challenger-Viertelfinals. Nach der Niederlage in der Qualifikation zu den US Open gab er seinen Rückzug vom Tennissport bekannt. Als Grund gab er die Strapazen der Reisen und den Lifestyle, der ihn nicht glücklich macht, an.
Nach seinem Rücktritt arbeitete Warburg in der freien Wirtschaft. Er war von 2018 bis 2020 Mitglied im Aufsichtsrat der USTA.

## Erfolge
| Legende (Anzahl der Siege) |
| Grand Slam                 |
| ATP Finals                 |
| ATP Tour Masters 1000      |
| ATP Tour 500               |
| ATP Tour 250               |
| ATP Challenger Tour (7)    |

### Einzel

#### Turniersiege
| Nr. | Datum           | Turnier | Belag     | Finalgegner     | Ergebnis       |
| --- | --------------- | ------- | --------- | --------------- | -------------- |
| 1.  | 19. August 2007 | Bronx   | Hartplatz | Bruno Echagaray | 6:3, 6:75, 6:3 |

### Doppel

#### Turniersiege
| Nr. | Datum              | Turnier      | Belag     | Partner            | Finalgegner                  | Ergebnis         |
| --- | ------------------ | ------------ | --------- | ------------------ | ---------------------------- | ---------------- |
| 1.  | 16. April 2006     | Valencia (1) | Hartplatz | John Paul Fruttero | Rik De Voest Glenn Weiner    | 7:5, 6:3         |
| 2.  | 17. September 2006 | New Orleans  | Hartplatz | Cecil Mamiit       | Chris Drake David Martin     | 7:63, 6:0        |
| 3.  | 15. April 2007     | Valencia (2) | Hartplatz | Harel Levy         | Cecil Mamiit Eric Taino      | 6:2, 6:4         |
| 4.  | 10. Juni 2007      | Yuba City    | Hartplatz | Harel Levy         | Eric Nunez Jean-Julien Rojer | 6:4, 6:4         |
| 5.  | 18. November 2007  | Champaign    | Hartplatz | Harel Levy         | Brendan Evans Scott Lipsky   | 6:4, 6:0         |
| 6.  | 25. November 2007  | Knoxville    | Hartplatz | Harel Levy         | Jamie Baker Brendan Evans    | 3:6, 6:2, [10:6] |